# Jesus Walks
«Jesus Walks»  es el tercer sencillo de Weapons, el quinto álbum de estudio de galeses de rock alternativo de la banda Lostprophets lanzado el 4 de junio de 2012. Este fue último sencillo antes de la separación en 2013.

## Vídeo musical
Su último vídeo musical fue lanzado en 4 de septiembre de 2012.

## Personal
Lostprophets
- Ian Watkins  - vocalista, dirección de arte
- Jamie Oliver - Piano, Teclado, muestras, coros
- Lee Gaze - guitarra
- Mike Lewis - guitarra rítmica
- Stuart Richardson - guitarra
- Luke Johnson - tambores, percusión